# At.Long.Last.A$AP
At.Long.Last.A$AP ist das zweite Solo-Studioalbum des US-amerikanischen Rappers ASAP Rocky, das im Mai 2015 erschien.

## Entstehung und Veröffentlichung
Die Erstveröffentlichung von At.Long.Last.A$AP erfolgte am 26. Mai 2015 bei RCA Records. Das Album erschien in seiner Originalausführung als CD sowie zum Download und Streaming mit 18 Titeln (Katalognummer: 88843077752). Am 26. August 2016 erschien das Album erstmals als LP-Ausführung (Katalognummer: 88843077751).
Geschrieben und produziert wurden alle Lieder von verschiedenen, wechselnden Autoren und Produzenten. ASAP Rocky (Rakim Mayers) selbst war am Schreibprozess aller Titel beteiligt.

## Titelliste
1. Holy Ghost (feat. Joe Fox) – 3:11
2. Canal St. (feat. Bones) – 3:47
3. Fine Whine (feat. Future, Joe Fox & M.I.A.) – 3:38
4. L$D – 3:58
5. Excuse Me – 3:58
6. JD – 1:48
7. Lord Pretty Flacko Jodye 2 (LPFJ2) – 2:07
8. Electric Body (feat. Schoolboy Q) – 4:15
9. Jukebox Joints (feat. Joe Fox & Kanye West) – 5:24
10. Max B (feat. Joe Fox) – 4:01
11. Pharsyde (feat. Joe Fox) – 3:42
12. Wavybone (feat. Juicy J und UGK) – 5:03
13. West Side Highway (feat. James Fauntleroy) – 2:57
14. Better Things – 3:19
15. M’$ (feat. Lil Wayne) – 3:53
16. Dreams (Interlude) – 2:17
17. Everyday (feat. Rod Stewart, Miguel & Mark Ronson) – 4:21
18. Back Home (feat. Mos Def, A-Cyde & A$AP Yams) – 4:38

## Rezeption

### Rezensionen
Die E-Zine Laut.de bewertete At.Long.Last.A$AP mit vier von möglichen fünf Punkten. Aus Sicht des Redakteurs Thomas Haas bewege sich Rocky mit seinem zweiten Album „ganz bewusst aus seiner Komfortzone, in der ihm Labelkollege Ferg den Rang als Trap Lord ohnehin längst abgelaufen“ habe. Die Musik funktioniere „über Vibes, Atmosphäre und Charisma.“ Dagegen habe Rocky „abgesehen von christlich-spirituellen Ausflügen (‚Holy Ghost‘), Hedonismus-Huldigungen und allerlei Frauengeschichten, die mal augenzwinkernd (‚Jukebox Joints‘), an anderer Stelle recht pietätlos („Better Things“) daherkommen, […] immer noch herzlich wenig“ zu erzählen. Lob findet Haas für die Produktionen der „samplebasierten Platte.“ Auch die Gastbeiträge von Lil Wayne, Mos Def, UGK und Joe Fox, der den „größten Einfluss“ auf At.Long.Last.A$AP habe, werden positiv hervorgehoben.

### Bestenliste
In der Liste der besten „Hip Hop-Alben des Jahres“ 2015 von Laut.de wurde At.Long.Last.A$AP auf Rang 3 platziert. Aus Sicht der Redaktion richte At.Long.Last.A$AP „den Blick konsequent auf ein künstlerisches Gesamtkonzept abseits sämtlicher Stangenware-Produktionen.“ Dabei mischen sich „unter unheimlich stimmungsvolle[n] Songs wie ‚L$D‘ auch haufenweise vor Style triefende Bretter à la ‚Lord Pretty Flacko Jodye 2‘ oder ‚Electric Body‘.“

## Kommerzieller Erfolg

### Chartplatzierungen
At.Long.Last.A$AP avancierte zum Nummer-eins-Album in den US-amerikanischen Billboard 200. 2015 belegte das Album Rang 56 der US-amerikanischen Single-Jahrescharts. Darüber hinaus erreichte es Top-10-Platzierungen in Dänemark (Rang 4), Australien, Norwegen und der Schweiz (je Rang 5), Neuseeland (Rang 6), Finnland (Rang 8), Schweden und dem Vereinigten Königreich (je Rang 10).
| ChartsChartplatzierungen       | Höchstplatzierung | Wochen |
| ------------------------------ | ----------------- | ------ |
| Deutschland (GfK)              | 29 (3 Wo.)        | 3      |
| Österreich (Ö3)                | 28 (3 Wo.)        | 3      |
| Schweiz (IFPI)                 | 5 (6 Wo.)         | 6      |
| Vereinigte Staaten (Billboard) | 1 (67 Wo.)        | 67     |
| Vereinigtes Königreich (OCC)   | 10 (7 Wo.)        | 7      |

| ChartsJahrescharts (2015)      | Platzierung |
| ------------------------------ | ----------- |
| Vereinigte Staaten (Billboard) | 56          |

| ChartsJahrescharts (2016)      | Platzierung |
| ------------------------------ | ----------- |
| Vereinigte Staaten (Billboard) | 142         |

### Auszeichnungen für Musikverkäufe
| Land/Region                  | Auszeichnungen für Musikverkäufe (Land/Region, Auszeichnung, Verkäufe) | Verkäufe  |
| ---------------------------- | ---------------------------------------------------------------------- | --------- |
| Australien (ARIA)            | Gold                                                                   | 35.000    |
| Dänemark (IFPI)              | Platin                                                                 | 20.000    |
| Kanada (MC)                  | Platin                                                                 | 80.000    |
| Neuseeland (RMNZ)            | 2× Platin                                                              | 30.000    |
| Polen (ZPAV)                 | Platin                                                                 | 20.000    |
| Vereinigte Staaten (RIAA)    | 2× Platin                                                              | 2.000.000 |
| Vereinigtes Königreich (BPI) | Gold                                                                   | 100.000   |
| Insgesamt                    | 2× Gold · 7× Platin ·                                                  | 2.285.000 |

Hauptartikel: ASAP Rocky/Auszeichnungen für Musikverkäufe